# Trichuriasis
Trichuriasis is een infectie met rondwormen uit het geslacht Trichuris, meestal met de darmparasiet Trichuris trichiura (ook wel zweepworm genoemd), een ca. 5 cm lang dun wormpje. De besmetting geeft meestal geen klachten maar bij ernstige infestaties kan een bloederige diarree optreden. De infectie, die kan worden bewezen door het aantonen van eieren in de ontlasting, komt in Nederland maar weinig voor, maar is wereldwijd zeer algemeen. Infecties met honden- en kattenzweepworm komen ook weleens voor.

## Zweepwormen en het immuunsysteem
In meer dan een wetenschappelijk onderzoek is aangetoond dat mensen met de ziekte van Crohn en colitis ulcerosa, als zij kunstmatig werden geïnfecteerd met de varkenszweepworm Trichuris suis, een aanzienlijk vermindering van hun darmklachten opmerkten. Vermoed wordt dat de zweepwormen in staat zijn het immuunsysteem van hun gastheer wat te dempen om zo hun eigen levenskansen te vergroten.
De behandeling is meestal ongecompliceerd, enkele doses mebendazol geven meestal een afdoende resultaat.